# Lungs
Lungs é o primeiro álbum de estúdio da banda indie rock britânica Florence and the Machine (ou Florence + the Machine), lançado em 3 de Julho de 2009. O álbum estreou no nº 2 do UK Albums Chart (parada que contabiliza os álbuns mais vendidos no Reino Unido), apenas atrás de Michael Jackson. Semanas mais tarde a banda de Florence Welch assistiu a um incremento significativo nas vendas do seu álbum, alcançando o nº1 no Reino Unido. O álbum alcançou o top 10 em vários países da Europa, assim como o nº3 na Austrália e o nº 14 nos EUA (após uma espetacular apresentação do single Dog Days Are Over no MTV Video Music Awards de 2010).

## Contexto
Antes de gravar Lungs, Florence Welch tinha considerado a tentativa de vários projetos diferentes na indústria da música, incluindo um interesse em se tornar uma cantora Country, gravando populares canções que tinha escrito, e colaborando com Razorlightguitarrista de Johnny Borrell, mas no final ela estava insatisfeita com esses empreendimentos. Welch e Borrell escreveram várias canções junto. Em 2007, Welch liderou o grupo hip-hop Ashok, gravando uma versão inicial de "Kiss With a Fist", intitulada "Happy Slap", para seu álbum de estréia, Plans.
Não foi até que Welch começou a escrever e gravar com a amiga de infância Isabella Summers em seu pequeno local de trabalho independente, a Antenna Studios, em Londres, que Welch criou um som que ela queria desenvolver ainda mais. Distraída, mas também inspirada em um relacionamento recentemente fracassado, Welch gravou com "entusiasmo sobre as habilidades", afirmando "Estou muito feliz por nunca ter aprendido a tocar violão, porque acho que eu escreveria músicas mais estruturadas classicamente. é, eu tive que criar meu próprio jeito de escrever, o que não é típico. Tudo é um grande crescendo". Por um breve momento, Welch e Summers se apresentaram como uma dupla chamada Florence Robot / Isa Machine em pequenos locais de Londres. Nos próximos meses, Robert Ackroyd (guitarra, backing vocals), Chris Hayden (bateria, percussão, backing vocals), Mark Saunders (baixo, backing vocals) e Tom Monger (harpa) foram recrutados para formar uma banda, renomeada Florence and the Machine. Além disso, antes de assinar com a Island Records em novembro de 2008, Welch relembrou conversando com vários guitarristas e bateristas para ajudar a organizar seu estilo preferido, que ela explicou ser "uma onda de som que envolveria algo que estava aumentando".
A banda optou por gravar uma versão mais curta de "Kiss with a Fist" como seu single de estréia. Welch, no entanto, começou a expandir o estilo punk que influenciou "Kiss with a Fist" ouvindo músicas mais contemporâneas, particularmente o primeiro álbum do Arcade Fire, Funeral. A influência das gravações se manifestaria no conceito que ela havia desenvolvido para Lungs, que, segundo Welch, era um "livro de recortes dos últimos cinco anos... sobre culpa, medo, amor, morte, violência, pesadelos [e] sonhos". Em última análise, a maioria das composições anteriores de Welch foram rejeitadas para o álbum, exceto "Kiss with a Fist" e "Between Two Lungs", porque elas não combinavam bem com os temas do álbum. Felizmente para o grupo, eles ensaiaram e improvisaram parte do material no ambiente descontraído do estúdio de Summers, permitindo que Welch refinasse as composições tribais que tocavam as faixas de Lungs, mais notavelmente "Dog Days Are Over".
Florence and the Machine gravou Lungs no Reino Unido com cinco produtores diferentes - Paul Epworth, James Ford, Stephen Mackey, Eg White e Charlie Hugall. A maioria das músicas do álbum foi mixada por Cenzo Townshend.
Florence and the Machine anunciou em seu site em 24 de setembro de 2010 que Lungs seria relançado em 15 de novembro como um pacote de dois discos intitulado Between Two Lungs. A reedição traz uma nova capa, Welch e um CD bônus de 12 faixas, incluindo versões ao vivo, remixes, colaboração de mashup de Welch com Dizzee Rascal, "You Got the Dirtee Love" e "Heavy in Your Arms", que foi lançado como single da trilha sonora de The Twilight Saga: Eclipse. As gravações ao vivo são tiradas do desempenho da banda no Festival do iTunes de 2010, a maioria das quais não estava disponível anteriormente no iTunes Festival: London 2010 EP.
Em 27 de fevereiro de 2011, Lungs - The B-Sides foi lançada exclusivamente nos Estados Unidos para varejistas de música digital, como a iTunes Store e a Amazon MP3. Isto foi seguido pelo lançamento de uma edição Deluxe do Lungs nos EUA em 26 de abril de 2011, apresentando todas as onze faixas de Lungs - The B-Sides em um disco bônus para acompanhar o álbum original de 13 faixas.

## Faixas
| Lungs |                                     |                                                            |         |  |
| N.º   | Título                              | Compositor(es)                                             | Duração |  |
| 1.    | "Dog Days Are Over"                 | Florence Welch, Isabella Summers                           | 4:16    |  |
| 2.    | "Rabbit Heart (Raise It Up)"        | Welch, Paul Epworth                                        | 3:45    |  |
| 3.    | "I'm Not Calling You A Liar"        | Welch, Summers                                             | 3:08    |  |
| 4.    | "Howl"                              | Welch, Epworth                                             | 3:37    |  |
| 5.    | "Kiss With a Fist"                  | Welch, Matt Achin                                          | 2:15    |  |
| 6.    | "Girl With One Eye"                 | Alchin, David Ashby, James McCool                          | 3:43    |  |
| 7.    | "Drumming Song"                     | Welch, James Ford, Crispin Hunt                            | 3:43    |  |
| 8.    | "Between Two Lungs"                 | Welch, Summers                                             | 4:12    |  |
| 9.    | "Cosmic Love"                       | Welch, Summers                                             | 4:19    |  |
| 10.   | "My Boy Builds Coffins"             | Welch, Christopher Lloyd Hayden, Rob Ackroyd               | 2:56    |  |
| 11.   | "Hurricane Drunk"                   | Welch, Eg White                                            | 3:13    |  |
| 12.   | "Blinding"                          | Welch, Epworth                                             | 4:43    |  |
| 13.   | "You've Got the Love" (Bonus track) | John Bellamy Arnecia, Michelle Harris, Anthony B. Stephens | 2:48    |  |

| Lungs (Deluxe Edition) |                                                                                |         |  |
| N.º                    | Título                                                                         | Duração |  |
| 14.                    | "Swimming"                                                                     | 3:22    |  |
| 15.                    | "Heavy in Your Arms"                                                           | 4:47    |  |
| 16.                    | "Ghosts (Demo)"                                                                | 2:58    |  |
| 17.                    | "You've Got the Dirtee Love" (Live at the BRIT Awards 2010 with Dizzee Rascal) | 3:41    |  |
| 18.                    | "Dog Days Are Over" (Yeasayer Remix)                                           | 4:15    |  |
| 19.                    | "Falling"                                                                      | 3:32    |  |
| 20.                    | "Are You Hurting The One You Love?"                                            | 2:57    |  |
| 21.                    | "Addicted to Love" (Robert Palmer cover)                                       | 3:19    |  |
| 22.                    | "Bird Song"                                                                    | 2:54    |  |
| 23.                    | "Hospital Beds" (Cold War Kids cover)                                          | 2:15    |  |
| 24.                    | "Hardest of Hearts"                                                            | 3:27    |  |

## Singles
"Kiss With a Fist" foi lançado em 9 de junho de 2008 como o single principal de Lungs, atingindo o número 51 no UK Singles Chart.
"Dog Days Are Over" foi lançado em 1 de Dezembro de 2008 como o segundo single do álbum e alcançou o número 23 no UK Singles Chart. A canção foi usada no trailer teatral para o filme de 2010 Eat Pray Love, estrelado por Julia Roberts.  O remix Yeasayer de "Dog Days Are Over", que está incluído no Between Two Lungs, foi lançado em 12 de outubro de 2010 no iTunes.
"Rabbit Heart (Raise It Up)" foi lançado como terceiro single do álbum em 22 de junho de 2009, atingindo o número 12 no UK Singles Chart.
''Drumming Song" foi lançado como o quarto single do álbum em 7 de setembro de 2009, alcançando o número 54 no Reino Unido.
"You've Got the Love" foi o quinto single a ser lançado do álbum, e atingiu um novo pico de número cinco no UK Singles Chart em janeiro de 2010. A banda tinha gravado uma versão desta canção para The Source que pretendia emiti-lo como um B-side, mas o sucesso do single fez o pedido para "You've Got the Love" como uma edição física. Welch passou a gravar novas tomadas vocais com o compositor Cenzo Townshend, substituindo os dois primeiros versos e o primeiro refrão. Townshend também remixou o baixo e a bateria para ser "um pouco mais difícil e o final inferior um pouco mais pesado." Florence and the Machine performou com o rapper Dizzee Rascal nos 2010 BRIT Awards em 16 de Fevereiro de 2010, um mashup de "You've Got the Love" e " Dirtee Cash " de Dizzee Rascal intitulado "You Got the Dirtee Love", foi lançado no iTunes no dia seguinte da cerimonia. "You Got the Dirtee Love" alcançou o número dois no gráfico do Reino Unido.
Em 5 de janeiro de 2010, "Hurricane Drunk" foi originalmente anunciado como o sexto single do álbum. Um vídeo para a canção foi filmado em Paris, em 8 de janeiro de 2010 e estreou em 29 de janeiro após a Celebridade Big Brother 2010 final, no canal 4. No entanto, em 3 de março de 2010, uma nova versão de "Dog Days Are Over" foi anunciada através do site da banda. O single foi lançado digitalmente em 11 de abril e em 7" vinil no dia seguinte, juntamente com um novo vídeo.
"Cosmic Love" foi lançado em 5 de julho de 2010 como o sexto e último single do álbum. A canção atingiu o número 51 no UK Singles Chart. A banda fez uma aparição no episódio de 7 de fevereiro de 2011 de Gossip Girl , intitulado "Panic Roommate", onde realizaram uma interpretação acústica de "Cosmic Love".

## Tabelas musicais
| Paradas (2009–12)                             | Melhor posição |
| --------------------------------------------- | -------------- |
| Alemanha (Media Control)                      | 41             |
| Austrália (ARIA Charts)                       | 3              |
| Áustria (Ö3 Austria Top 40)                   | 73             |
| Bélgica Flanders (Ultratop 50)                | 3              |
| Bélgica Valônia (Ultratop 40)                 | 51             |
| Canadá (Canadian Albums Chart)                | 20             |
| Croácia (HDU)                                 | 17             |
| Chéquia (ČNS IFPI)                            | 29             |
| Dinamarca (Hitlisten)                         | 37             |
| Escócia (OCC)                                 | 2              |
| Espanha (PROMUSICAE)                          | 93             |
| Estados Unidos (Billboard 200)                | 14             |
| Estados Unidos (Billboard Alternative Albums) | 2              |
| Estados Unidos (Billboard Rock Albums)        | 3              |
| Europa (Top 100 Albums)                       | 6              |
| França (SNEP)                                 | 117            |
| Grécia (IFPI)                                 | 16             |
| Irlanda (Irish Albums Chart)                  | 2              |
| Nova Zelândia (RIANZ)                         | 3              |
| Noruega (VG-lista)                            | 36             |
| Países Baixos (MegaCharts)                    | 37             |
| Polônia (Polish Music)                        | 28             |
| Portugal (AFP)                                | 8              |
| Reino Unido (UK Albums Chart)                 | 1              |
| Suíça (Schweizer Hitparade)                   | 54             |

## Certificações

#### Lungs
| Região                | Certificação | Unidas de certificação |
| --------------------- | ------------ | ---------------------- |
| Alemanha (BVMI)       | Ouro         | 100,000^               |
| Austrália (ARIA)      | 2× Platina   | 210,000^               |
| Bélgica (BEA)         | Ouro         | 15,000*                |
| Canadá (Music Canada) | Ouro         | 40,000^                |
| Estados Unidos (RIAA) | 2× Platina   | 2,000,000              |
| Irlanda (IRMA)        | 4× Platina   | 60,000^                |
| Itália (FIMI)         | Ouro         | 30,000*                |
| Nova Zelândia (RMNZ)  | Ouro         | 7,500^                 |
| Polônia (ZPAV)        | Platina      | 20,000*                |
| Reino Unido (BPI)     | 6× Platina   | 1,900,000              |
| Resumos               |              |                        |
| Europa (IFPI)         | 2× Platina   | 2,000,000*             |

#### Between Two Lungs
| Região         | Certificação | Unidas de certificação |
| -------------- | ------------ | ---------------------- |
| Polônia (ZPAV) | Ouro         | 10,000*                |